# SC Ritzing
El Sport Club Ritzing es un equipo de fútbol de Austria, fundado en 1962.

## Historia
El SC Ritzing fue fundado en 1962 y jugó por primera vez desde hace varios años en la liga menor de Burgenland, segunda clase C. 1985 el club ganó el título de liga esta clase, llegando a la siguiente liga superior, primera clase, pero pudo No mantenga en ella. Se tardó más de una década hasta que los países del castillo en 1997 de nuevo un ascenso, esta vez con diez puntos de ventaja sobre el SV logró Lutzmannsburg en la primera clase. Así comenzó el período más exitoso del club deportivo. Ya en 1999 fue el SC Ritzing Maestro primera clase, un año más tarde, el Maestro de la Segunda. Liga, un aumento en la Liga de Burgenland, el cuarto más alto de la liga en Austria, en.
Una vez más, la SC Ritzing pronto podría jugar por el título. Después del título segundo en 2002 y tercero en 2003 logrado en 2004, el título de liga y el ascenso a la Liga Regional Ost. En la temporada de promoción - con el entrenador Hans Reissner y el entrenador asistente Gerhard Hellmann - podría el Ritzinger la liga dominan; el runner- ASK Baumgarten era final de la temporada 16 puntos por detrás Ritzing.
Antes del inicio de este año el juego SC Ritzing negó probablemente su juego más famoso. El 23 de julio de 2003, el club recibió como parte de un partido amistoso el 40 º aniversario de los corredores británicos del Arsenal. Dos goles de Sebesta y El Senosy el entonces cuarta división fue sorprendente con 2: 0 en el descanso para seguir adelante, pero tuvo en el minuto 85 para igualar a través de un tiro penal a 2: 2 aceptar.
El SC Ritzing podría establecerse en la Liga regional y terminó segundo en la temporada 2004/05 en el undécimo lugar. El 24 de julio de 2005, con el Sonnenseestadion, la celebración de unos 5.000 visitantes, abrió uno de los estadios más modernos de este nivel. El partido inaugural de la SC Ritzing de nuevo ante el Arsenal, en el "partido de vuelta" compitió esta vez con toda su fuerza y 5: 2 de won.
Pero después de la tercera temporada en la Liga Regional Ost hecho el descenso de regreso a la Liga de Burgenland. También en esta liga tomó la SC Ritzing último lugar y hubo de nuevo un descenso, esta vez en la Liga medio 2..
En la temporada 2008-09, el SC Ritzing logró el primero de la segunda división central bajo el entrenador Franz Ponweiser y el entrenador asistente promoción Karl Bruna a la Liga de Burgenland, un año más tarde, se fueron como campeones de la división en la Liga Regional Ost. 
En la temporada 2009-10 el SC Ritzing Vinea podría volver a celebrar el título. Con una victoria fácil, el equipo entrenado por Franz Ponweiser logró volver a la Liga Regional Ost. Hannes Weninger y arquero veterano Marek Kausich que muchos más de su tiempo con el club de la Bundesliga SV Mattersburg sabe, los jugadores clave estaban en este éxito.
Antes del inicio de la temporada 2010/11, el SC Ritzing cerrado por el momento con la segunda clase media-ASK Lackendorf para SC Ritzing VINEA / Lackendorf juntos. El equipo-1b lleva sus partidos en casa en la instalación deportiva en Lackendorf y juega en el centro de la clase primera. Después de la temporada de otoño, bajo la supervisión de Hans Reissner Elf terminó tercero. Al final de la temporada fue el campeón 1b-equipo y se levantó Identificación II.Liga mediados de. Los principales actores en esta temporada fueron arquero cristiana Stibi, defensor Thomas Reissner u. Christopher Lapatschek centrocampista. Esta fusión se disolvió a finales de la temporada 2010/11 y con el SC Unterfrauenhaid una nueva colaboración se ha introducido. Los Juegos de la equipo-1b se llevó a cabo en el complejo deportivo en Unterfrauenhaid. El equipo de la Liga del Este señaló a su regreso a la tercera división más alta. Al final del campeonato está en el número 5. En la temporada 2011/12 el Ostligamannschaft ocupada 1b equipo al 7º lugar y el puesto 14. Estos cooperación con la temporada Unterfrauenhaid SC fue d al final. Disuelto.
Desde la temporada 2012/13 el club reproduce sin una asociación socio y el equipo regional de terminar en el puesto 14 (que apenas se podía escapar del descenso) y el 1b-equipo el lugar 15o Identificación terminando mesa.
En la temporada 2013/14 fue en enero de 2013. - en el equipo de RL - convierten a la operación profesional y terminaron al final de la temporada el equipo a 1b 4 lugar y fue décimo.

## Palmarés
- Austrian Regional League East (1): 2014–15

## Entrenadores
- Johann Reiszner (2004-2005)
- Christian Janitsch (2006)
- Johann Reiszner (2006)
- Norbert Barisits (2006-2007)
- Franz Ponweiser (2008-2012)
- Julius Simon (2012)
- Marek Kausich (2012)
- Fuad Đulić (2013-2014)
- Stefan Rapp (2014-)

## Cuerpo técnico actual
| Cargo            | Nombre              | Edad | Nacionalidad       | Fecha de Nombramiento al Cargo | Contrato Hasta | Último Club         |
| ---------------- | ------------------- | ---- | ------------------ | ------------------------------ | -------------- | ------------------- |
| Entrenador       | Stefan Rapp         | 43   | Bandera de Austria | 13/01/2014                     | -              | FC Wacker Innsbruck |
| Director general | Robert Hochstaffl   | -    | Bandera de Austria | 07/03/2014                     | -              | -                   |
| Delegado         | Dr. Harald Reiszner | 52   | Bandera de Austria | -                              | -              | -                   |